# Krešimir Zubak
Krešimir Zubak (ur. 25 stycznia 1947 w Doboju) – bośniacki prawnik i polityk narodowości chorwackiej, prezydent Chorwackiej Republiki Herceg-Bośni i Federacji Bośni i Hercegowiny.

## Życiorys
Ukończył studia prawnicze na Uniwersytecie w Sarajewie. Następnie prowadził praktykę prawniczą w Doboju i pracował w sekretariacie sprawiedliwości Socjalistycznej Republiki Bośni i Hercegowiny.
W trakcie wojny w Bośni i Hercegowinie został członkiem Chorwackiej Rady Obrony (HVO) i Chorwackiej Wspólnoty Demokratycznej w Bośni i Hercegowinie. W 1993 roku został ministrem sprawiedliwości i administracji Chorwackiej Republiki Herceg-Bośni. Rok później został jej prezydentem jako przewodniczący rady prezydenckiej. Uczestniczył w negocjacjach zmierzających do zawarcia porozumienia waszyngtońskiego.
W latach 1994–1997 był pierwszym prezydentem Federacji Bośni i Hercegowiny. W 1996 roku został członkiem Prezydium Bośni i Hercegowiny, reprezentującym Chorwatów. W 1998 roku opuścił partię i założył Nową Chorwacką Inicjatywę (chorw. Nova hrvatska inicijativa).